# Bulbophyllum purpureorhachis
Bulbophyllum purpureorhachis es una especie de orquídea epifita  originaria de  	 África. 

## Descripción
Es una orquídea de mediano tamaño, con hábitos de epifita con pseudobulbo con forma ovoide a rectangular, aplanado, de 2 a 3 ángulos que llevan dos hojas apicales, lanceoladas, gruesas y coriáceas, estrechándose abajo en la base cortamente peciolada. Florece en el otoño y el invierno en una inflorescencia arqueada de 95 cm de largo, aplanada de color púrpura, raquis con las flores en una fila longitudinal en los lados planos.

## Distribución y hábitat
Se encuentra en  Congo, Camerún, Gabón, Costa de Marfil y Zaire en los bosques de tierras bajas.  

## Cultivo
Mejor crece en una maceta grande de poca profundidad, con fertilización regular, cálido en ambientes húmedos, con una buena circulación de aire y sin luz solar directa.

## Taxonomía
Bulbophyllum purpureorhachis fue descrita por (De Wild.) Schltr. y publicado en Die Orchideen 328. 1914.
Etimología
Bulbophyllum: nombre genérico que se refiere a la forma de las hojas que es bulbosa.
purpureorhachis: epíteto latino que significa "inflorescencia de color púrpura".
Sinonimia
- Megaclinium purpureorhachis De Wild.[6][7]